# Aeroport Antónov
L'Aeroport Antónov, també conegut com a Aeroport de Hostòmel (ucraïnès: аеропорт «Гостомель») o Aeroport «Kíiv-Antónov» (IATA: GML, ICAO: UKKM), és un aeroport internacional de càrrega ubicat a Ucraïna, que es troba al municipi de Hostòmel; i a 25 quilòmetres al nord-oest de Kíiv. És també una important instal·lació de proves per a avions grans.
L'aeroport pren el nom del fabricant d'avions i equips aeris Antónov i és operat per la seva subsidiària Aerolínies Antónov. L'únic Antónov, un An-225 anomenat Mriya (Somni), un dels avions més grossos dels món, tenia la seva base en aquestes instal·lacions.
L'aeroport Antónov és també una base d'operacions per a les Forces Aèries d'Ucraïna. Durant la invasió russa d'Ucraïna de 2022, el seu valor estratègic per a la conquesta de la capital el va convertir en l'escenari de la batalla de l'Aeroport Antónov. El 24 de Febrer va ser pres per les Forces Armades Russes durant Invasió Russa a Ucraïna en la batalla de l'Aeroport Antónov posteriorment l'Exèrcit Ucraïnès va recuperar l'aeroport en vèncer les tropes russes que ocupaven les instal·lacions. Més endavant es va produir un nou atac rus on es va reprendre el control de l'aeroport, on va haver-hi 200 soldats morts del bàndol ucraïnès.